# زبيدة عريض (الريف الغربي)
زبيدة عريض (بالفارسية: زبیده عریض) هي منطقة سكنية تقع في إيران في قسم الريف الغربي الريفي. يقدر عدد سكانها بـ 175 نسمة بحسب إحصاء 2016.